# Дорога на Турухтанные острова
Дорога на Турухта́нные острова — проезд в Кировском районе Санкт-Петербурга. Проходит от проспекта Стачек за проспект Маршала Жукова. Логическим продолжением дороги за проспектом Стачек является улица Зайцева.

## История
Название дорога на Турухтанные острова возникло в 1930-е годы, происходит от названия местности Турухтанные острова.

## Достопримечательности
- АТП Метростроя
- Первомайская ТЭЦ № 14
- Судостроительный завод «Северная верфь»
- Национальное Контейнерное Депо
- Проходная 3-го района Морского порта Санкт-Петербурга (дом 17)
- Малая Турухтанная гавань
- Большая Турухтанная гавань
- Балтийский судомеханический завод
- МОРГИДРОСТРОЙ, завод «Железобетонные изделия и конструкции» (дом 26, корпус 4)
- ЗАО «Интерферрум-Металл»

## Транспорт
Ближайшая станция метро — «Автово».
На участке между проспектом Стачек и Кронштадской улицей (только на нечётной стороне дороги) располагается автобусная остановка, которую обслуживает автобусный маршрут № 66. На остальной части дороги пассажирское движение отсутствует.
С 1930 по 2006 год по дороге были проложены трамвайные рельсы (от проспекта Стачек до Кронштадтской улицы — только до 1960-х годов).

## Пересечения
Дорога пересекает следующие магистрали:
- проспект Стачек
- Кронштадтская улица
- улица Ивана Зубкова
- проспект Маршала Жукова
- Портовая улица
- Перевалочная улица